# Ars nova (zene)

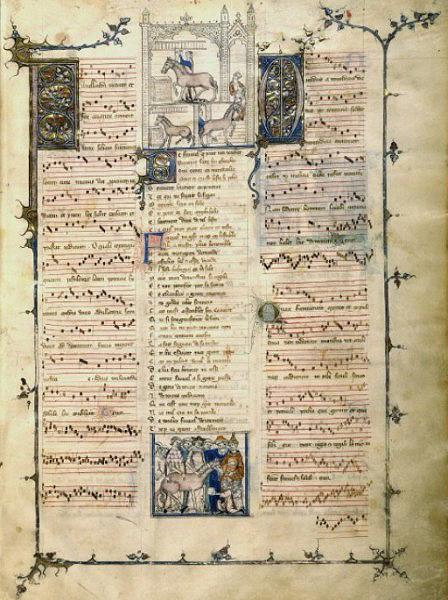
Roman de Fauvel

Az Ars nova (lat. új tan, új művészet) a 14. század elején Párizsban kialakult új zenei irányzat. A kifejezést (az ars antiqua-val együtt) Hugo Riemann vezette be stílusteremtő értelemben 1907-ben. Az ars nova körébe számítjuk az 1300-as évek elejétől 1440-ig tartó korszakot, szorosan együttvéve Guillaume de Machaut, Philippe de Vitry és Johannes de Muris működésével, akik az új francia zenei irány legfőbb képviselői voltak.
Jellemzője, hogy a terc-hangköz tilalmát feloldották és használták a harmóniákban, továbbá bonyolultabb ritmusképletek, szinkópák, különböző ütemfajták váltakozása. Centruma Franciaország volt, pontosabban Párizs, onnan terjedt át más országokba, köztük a század közepén Itáliába, ahol erős hatást gyakorolt az itáliai trecento korszakára.

## Története
Az ars nova elnevezés elsősorban Philippe de Vitry 1322 - 23 között keletkezett írásának címéből eredeztethető. Vitry traktátusának címe Ars nova notandi, míg korszak másik jelentős elméletírójának, Johannes de Muris munkája, mely szintén az ars nova tárgykörébe tartozik: Ars novae musicae címet viseli. Ez a két elméleti munka volt az ars nova fejlődésének két legfontosabb írása. A századfordulón egyre élesebbé vált a vita a régi (ars antiqua), és új (ars nova) generáció között, ennek a vitának a hozadéka volt e két traktátus.
Vitry és kortársai elsősorban a hangjegyírás új elméletére használták a fogalmat (ars notandi), de emellett az új kompozíciós módokra is, melyeket ez lehetővé tett, ezeket fokozott ritmikai "finomságokra" (subtilitas), dallami és harmóniai "édességre" (dulcedo) való törekvés jellemzi. A korszak egyik legmeghatározóbb műfaja, a motetta, túlnőtt a 13. századi kereteken, mely főleg Vitrynek köszönhető. A korszak másik hangzástípusa a 'kantilena-csoporttal' (refrénes formák, például balade) függ össze, amelyet Machaut gyakran komponált. Ezek 1,2 vagy 3 hangszer kíséretében szólóhangra írott művek voltak, de a motet-től eltérően mozgékonyabb tenor és kontratenor szólammal. Emellett erre a stílusra inkább jellemző az énekhang melizmatikus ívei, szünetei, szinkópái, valamint a kíséret "lazasága" és vezérhangokkal ékesített hangzatok.

## Menzurális notáció
Vitry notációs rendszerének előzményét Petrus de Cruce és Kölni Franco írásaiban, és különböző hangjegyírási módszereiben, valamint Johannes de Garlandia írásaiban találjuk. Ez már magában hordozza a 'longa' () és a 'brevis' () használatát, mely kiegészül a 'duplex longá'-val (), és a 'semibrevis'-el ().
Vitry ezek alapján fejleszti tovább ezt a rendszert: hivatalosan is megnevezi a kisebb értékeket, valamint megtöri a hármas felosztási rendszert, helyette egyenjogúvá teszi az imperfect kettős osztását. Muris az öt lehetséges alapérték - maxima, longa, brevis, semibrevis, minima - között minden lehetséges osztási viszonynak (proporcio) külön nevet adott, a két legfontosabb proporciónak, a Tempus és a Prolatio számára külön jelet vezetett be, mely megmutatja az előadónak, hogyan kell értelmeznie a művek osztását, modern szóval: mi az ütemmutató.
Ezek a következők lehetnek:
- Tempus perfectum cum prolatione majori (jele:, ez a mai 9/8 metrumnak felel meg)
- Tempus perfectum cum prolatione minori (jele:, ez a mai 3/4 metrumnak felel meg)
- Tempus imperfectum cum prolatione majori (jele:, ez a mai 6/8 metrumnak felel meg)
- Tempus imperfectum cum prolatione minori (jele:, ez a mai 2/4 metrumnak felel meg)

## Az izoritmikus motetta
A korszakban, majdnem két századra érvényes építkezési elv, az izoritmika lett. A tenor dallamát többnyire még mindig liturgikus, gregorián énekből kölcsönözték, és ehhez írták hozzá a többi szólamot. A dallam (color), mely széles menzúrájú hangokkal és szünetekkel szabadon ritmizálódott, illetve pontosan ismétlődő periódusokba (talea) kényszerül. A color és a talea hosszúsága rendszerint nem azonos: ha a talea egyszer végigment a color első hangjain, és véget ért, akkor kezdi elölről, emiatt a talea a többször is megismétlődhet.
Vitry "Douce playsence"/"Garison" motettájában a 28 hangból álló color-ban pontosan négyszer fér bele a 7 hangból álló talea. A kivételek - ha közelebbről megvizsgáljuk őket - azt mutatják, hogy Vitry és Machaut ezt a technikát nem matematikai alapon használták, sokkal inkább volt előtérben a szöveg értelme, vagy más szempontok, melyek igazolták az eltéréseket.